# Fabián Benítez
Fabián Saúl Benítez Gómez (Encarnación, 2 luglio 1981) è un calciatore paraguaiano naturalizzato cileno, di ruolo centrocampista.